# Nanteuil-Auriac-de-Bourzac
Nanteuil-Auriac-de-Bourzac là một xã của Pháp, nằm ở tỉnh Dordogne trong vùng Aquitaine của Pháp.

## Thông tin nhân khẩu
| Năm    | 1962 | 1968 | 1975 | 1982 | 1990 | 1999 | 2007 |
| ------ | ---- | ---- | ---- | ---- | ---- | ---- | ---- |
| Dân số | 482  | 412  | 384  | 311  | 275  | 252  | 284  |